# انتخابات الرئاسة الأرجنتينية 2015
انتخابات الرئاسة الأرجنتينية 2015 هي الانتخابات الرئاسية التي جرت في 25 أكتوبر 2015، و24 نوفمبر 2015، في الأرجنتين، لانتخاب رئيس الأرجنتين، فاز بالانتخابات ماوريسيو ماكري.